# Ussuriaphorura pluripseudocellata
Ussuriaphorura pluripseudocellata  (лат.) — вид ногохвосток из семейства Onychiuridae. Распространён в Приморском крае.

## Описание
Особи длиной 1,2—1,5 мм, сине-фиолетовые. 
Брюшко округлое, без выступов; два последних брюшных сегмента слиты. Дорсальная и вентральная поверхности тела с многочисленными ложными глазками.
Вид обнаружен в Приморском крае.

## История
Новый вид был описан Е. Ф. Мартыновой в 1979 году.
- Ussuriaphorura pluripseudocellata Martynova, 1979.